# Carolina Duarte
Carolina Duarte (Lisboa, 1990), é uma atleta paralímpica velocista portuguesa, que compete na categoria T13 (deficiência visual) do desporto adaptado. Foi Vice-Campeã do Mundo nos 100 e 200m nos Campeonatos da Europa de atletismo adaptado em 2018. Ganhou a medalha de bronze nos 400m T13 dos Jogos Paralímpicos de 2024.

## Biografia
Nascida no dia 8 de Janeiro de 1990, em Lisboa, Carolina Duarte tem uma doença genética que levou a que actualmente apenas tenha 10% de visão devido a uma retinopatia.
Começou a praticar desporto desde muito cedo, tendo-se iniciado na natação aos 3 anos. Seguiram-se o ténis, o judo, equitação, futebol e voleibol.
Após assistir ao Jogos Olímpicos de Atenas de 2004, virou-se para o atletismo, que praticou até 2013. Retomou o desporto no ano seguinte em Londres, para onde foi viver com uma amiga e onde conhece o seu treinador Chris Zah. É este que a aconselha a passar para o desporto adaptado devido à sua visão reduzida.
Contactou a Federação Portuguesa de Atletismo e foi incluída na categoria T13 (deficiência visual) do desporto adaptado, em 2015.
Em 2016 conseguiu o 6.º lugar nos Jogos Paralímpicos de Verão, no Rio de Janeiro, e em 2019 foi apurada para os Jogos Paralímpicos 2020 em Tóquio, nos quais não pôde participar devido a uma gravidez.
Regressou aos Jogos Paralímpicos em 2024, em Paris, onde obteve a medalha de bronze nos 400m T13, com um tempo de 55s52'.

## Palmarés
Entre os seus palmarés encontram-se:
- 2016 - Campeã europeia dos 100 metros[7][15]
- 2017 - Medalha de bronze Mundial IPC, de 400 metros (Londres) [3]
- 2018 – Campeã da Europa nos 400m, Campeonatos da Europa de atletismo adaptado (Berlim)
- 2018 – Vice-Campeã da Europa nos 100 e 200m, Campeonatos da Europa de atletismo adaptado (Berlim)[16][17][18]
- 2019 - Medalha de Prata nos 400m, categoria T13 (deficiência visual) - Campeonatos Mundiais Paralímpicos de Atletismo (Dubai)[19][20]
- 2019 - 4.º lugar nos 200m, categoria T13 (deficiência visual) -  Campeonatos Mundiais Paralímpicos de Atletismo (Dubai)[19][21]
- 2019 - Ficou apurada para os Jogos Paralímpicos 2020 em Tóquio[22]
- 2024 - Medalha de bronze nos 400m, categoria T13 - Jogos Paralímpicos de Verão